# Fritz Schaefer (Autor)
Fritz Schaefer (* 14. März 1997 in Dorsten) ist ein deutscher Hörfunk-Moderator und Autor. Er ist seit 2018 beim Hörfunksender 1 Live tätig.

## Leben
Während seiner Schulzeit produzierte Schaefer Hörspiele und Kurzfilme. Nach seinem Abitur wurde er 2015 Stipendiat der Universität Witten/Herdecke und studierte ab 2017 an der Universität zu Köln. Seit 2016 ist er als freier Autor und Reporter für den WDR tätig, u. a. für die Hörfunk- und Fernsehformate Satire Deluxe, Zugabe und die Sendung mit der Maus. Bei den jungen Wellen 1LIVE und 1LIVE diGGi steht er seit 2018 hinter dem Mikrofon und ist zudem seit 2020 Gastgeber der „jungen Nacht der ARD“. Für das WDR-Radio produziert er regelmäßig Meinungsstücke aus Sicht eines jungen Erwachsenen und moderierte zudem den 1LIVE-Podcast „Dumm gefragt“. 
Außerdem präsentiert Fritz Schaefer Live-Events, schreibt Kolumnen und gehört seit 2016 der Jury des Grimme-Preises an.
Anfang 2022 erschien im Ullstein Verlag seine Autobiografie der ersten 20 Lebensjahre, „Strahlemann“, eine humoristische Geschichtensammlung seiner Kindheit.
Im Juni 2025 führte ihn das Medium Magazin in seiner „Top 30 bis 30-Liste“ der Nachwuchstalente im deutschen Journalismus auf. Schaefer war auch auf der Titelseite des Magazins abgebildet.
Fritz Schaefer lebt in Köln. Er engagiert sich öffentlich für die DKMS und war 2023 selbst Stammzellspender.

## Auszeichnungen
- 2015 Pfad.finder-Stipendium der Universität Witten-Herdecke
- 2025 Top 30 bis 30-Nachwuchstalent des Medium Magazins

## Werke
- Strahlemann – oder: Das Leben nimmt mich ganz schön mit. Ullstein Taschenbuch, Berlin 2022, ISBN 978-3-548-06546-5 (240 S.).